# M/S Embla
För andra betydelser, se Embla.
Embla, färja 349, är en av Trafikverket Färjerederiets linjefärjor. Den går på Hemsöleden tillsammans med M/S Nora (reservfärja). 